# Graham Staines
Graham Stuart Staines (18 de enero de 1941 - 23 de enero de 1999) fue un misionero cristiano evangélico australiano que, junto con sus dos hijos, Philip (de 10 años) y Timothy (de 6 años), murió quemado en la India por miembros de un grupo fundamentalista hindú llamado Bajrang Dal. En 2003, el activista de Bajrang Dal, Dara Singh, fue declarado culpable de liderar a los asesinos y condenado a cadena perpetua.
Staines había estado trabajando en Odisha desde 1965 como parte de una organización misionera que se ocupaba de las personas que tenían lepra y cuidaba a las personas tribales de la zona que vivían en la pobreza extrema. Sin embargo, algunos grupos hindúes alegaron que durante ese tiempo había coaccionado a muchos indios para que se convirtieran al cristianismo. A pesar de ello, aunque algunos miembros de la tribu habían sido bautizados en los campamentos, nunca se encontró evidencia de conversiones forzadas.

## Vida y carrera tempranas
Graham Staines nació en el suburbio de Sunshine Coast de Palmwoods en el estado australiano de Queensland. Visitó la India por primera vez en 1965 al unirse a la Sociedad Misionera Evangélica de Mayurbhanj (EMSM) y trabajar en la remota área tribal del estado de Odisha. Asumió la dirección de la Misión en Baripada en 1983 después de ayudar a establecer el Hogar para Leprosos Mayurbhanj como sociedad registrada en 1982.

## Vida personal
Staines estaba casado desde 1983 con Gladys June y tenían tres hijos. Sus dos hijos varones Philip y Timothy murieron con él. Su hija mayor Esther y su esposa les sobrevivieron.

## Asesinato y consecuencias
El 22 de enero de 1999 Staines, que se encontraba en Manoharpur con sus hijos Philip, de diez años y Timothy, de seis años, decidió visitar Keonjhar. Por la noche, los tres se quedaron a dormir dentro de la furgoneta en la que viajaban. Mientras Graham Staines y sus hijos estaban dormidos, un grupo de cincuenta personas le prendió fuego al vehículo. Las víctimas se despertaron e intentaron escapar pero los atacantes se lo impidieron.
Los asesinatos fueron ampliamente condenados por líderes religiosos y cívicos de la época, junto con políticos y periodistas. El grupo Human Rights Watch con sede en Estados Unidos acusó al gobierno indio de no prevenir la violencia contra los cristianos y de explotar las tensiones sectarias que existían en ese momento para su propio beneficio político. El entonces primer ministro de la India, Atal Behari Vajpayee, líder del BJP, condenó el "espantoso ataque" y pidió una acción rápida para atrapar a los asesinos. Los informes publicados indicaron que los líderes de la iglesia alegaron que los ataques se llevaron a cabo a instancias de organizaciones hindúes que buscaban venganza por lo que percibían como conversiones forzadas de indios pobres al cristianismo.
Durante la investigación policial se determinó que el líder de la turba que prendió fuego al vehículo era Dara Singh, un antiguo miembro del Partido Popular Indio que también fue imputado por los asesinatos de Shaikh Rehman (un comerciante musulmán) y de Arul Doss (un sacerdote católico). Por todos esos crímenes, Singh fue condenado a tres cadenas perpetuas. En 2022 sus abogados intentaron que fuera puesto en libertad pero la corte suprema de Odisha denegó su petición.